# 1,1,1,3,3-pentafluorbutaan
1,1,1,3,3-pentafluorbutaan of HFK-365mfc is een gefluoreerde koolwaterstof. Het is een alternatief voor chloorfluorkoolstofverbindingen (cfk's) die de ozonlaag aantasten. 1,1,1,3,3-pentafluorbutaan bevat geen chloor en heeft geen ozonafbrekend potentieel. Het is wel licht ontvlambaar.
De stof kan gebruikt worden als koelmiddel, als drijfgas in spuitbussen, als blaasmiddel bij de productie van kunststofschuim en in schoonmaakmiddelen, met name voor het reinigen en ontvetten van oppervlakken.
De stof kan geproduceerd worden door de fluorering van 1,1,1,3,3-pentachloorbutaan met HF. 1,1,1,3,3-pentachloorbutaan is het reactieproduct van 2-chloorpropeen en CCl4.